# Baigneaux (Loir-et-Cher)
Baigneaux ist eine Ortschaft und eine ehemalige französische Gemeinde mit 57 Einwohnern (Stand: 1. Januar 2022) im Département Loir-et-Cher in der Region Centre-Val de Loire. Sie gehörte zum Arrondissement Vendôme und zum Kanton La Beauce.
Mit Wirkung vom 1. Januar 2017 wurde Baigneaux mit den früheren Gemeinden Oucques, Beauvilliers und Sainte-Gemmes zur Commune nouvelle Oucques la Nouvelle zusammengeschlossen und verfügt in der neuen Gemeinde seither über den Status einer Commune déléguée.

## Lage
Baigneaux liegt 14 Kilometer östlich von Vendôme in der Beauce. Nachbarorte sind Sainte-Gemmes im Norden, Boisseau im Osten, Rhodon im Süden und Selommes im Westen.

## Bevölkerungsentwicklung
| Jahr                       | 1962 | 1968 | 1975 | 1982 | 1990 | 1999 | 2007 | 2017 |
| -------------------------- | ---- | ---- | ---- | ---- | ---- | ---- | ---- | ---- |
| Einwohner                  | 59   | 52   | 57   | 46   | 37   | 47   | 51   | 46   |
| Quellen: Cassini und INSEE |      |      |      |      |      |      |      |      |